# Malta-Eidechse

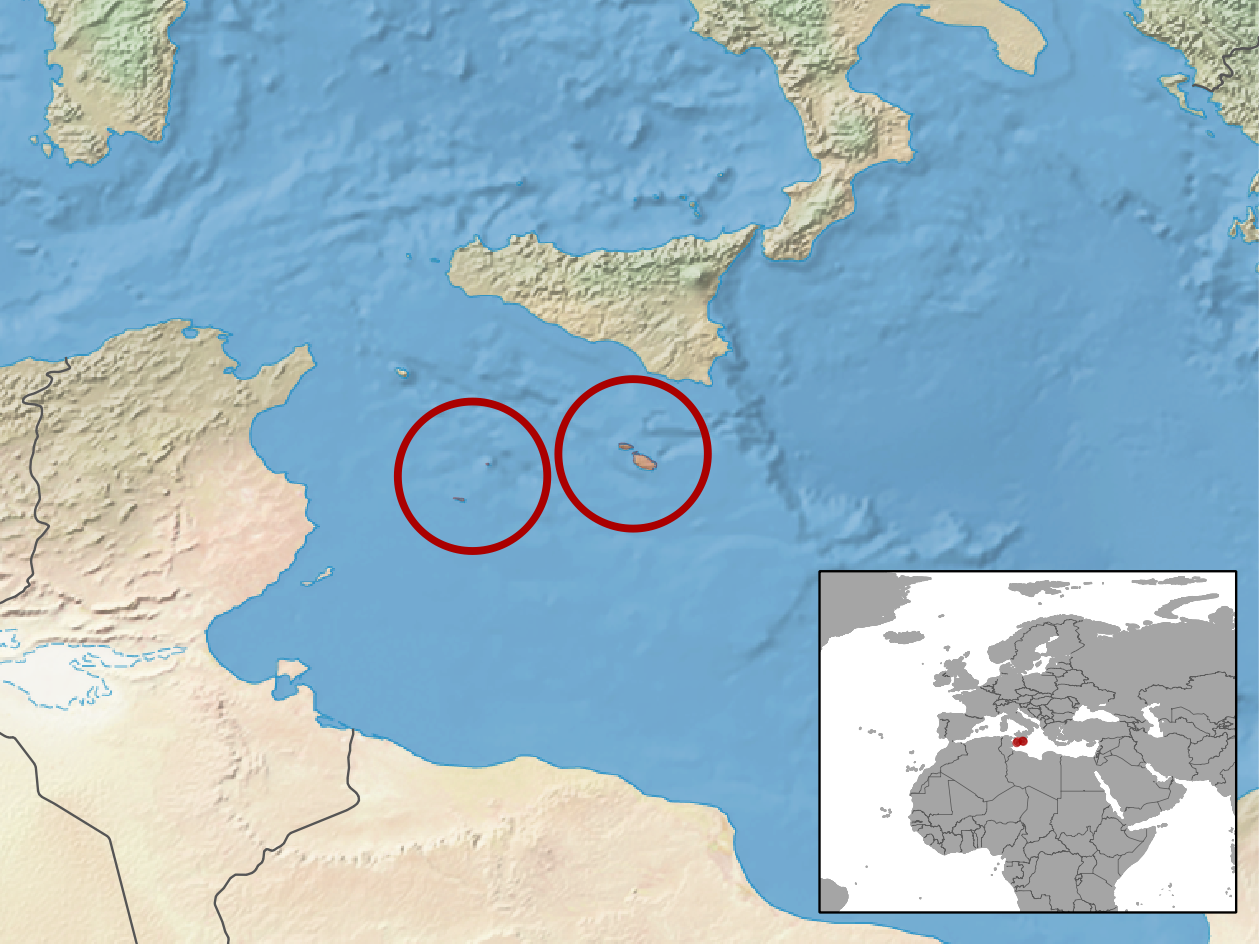
Verbreitungsgebiet

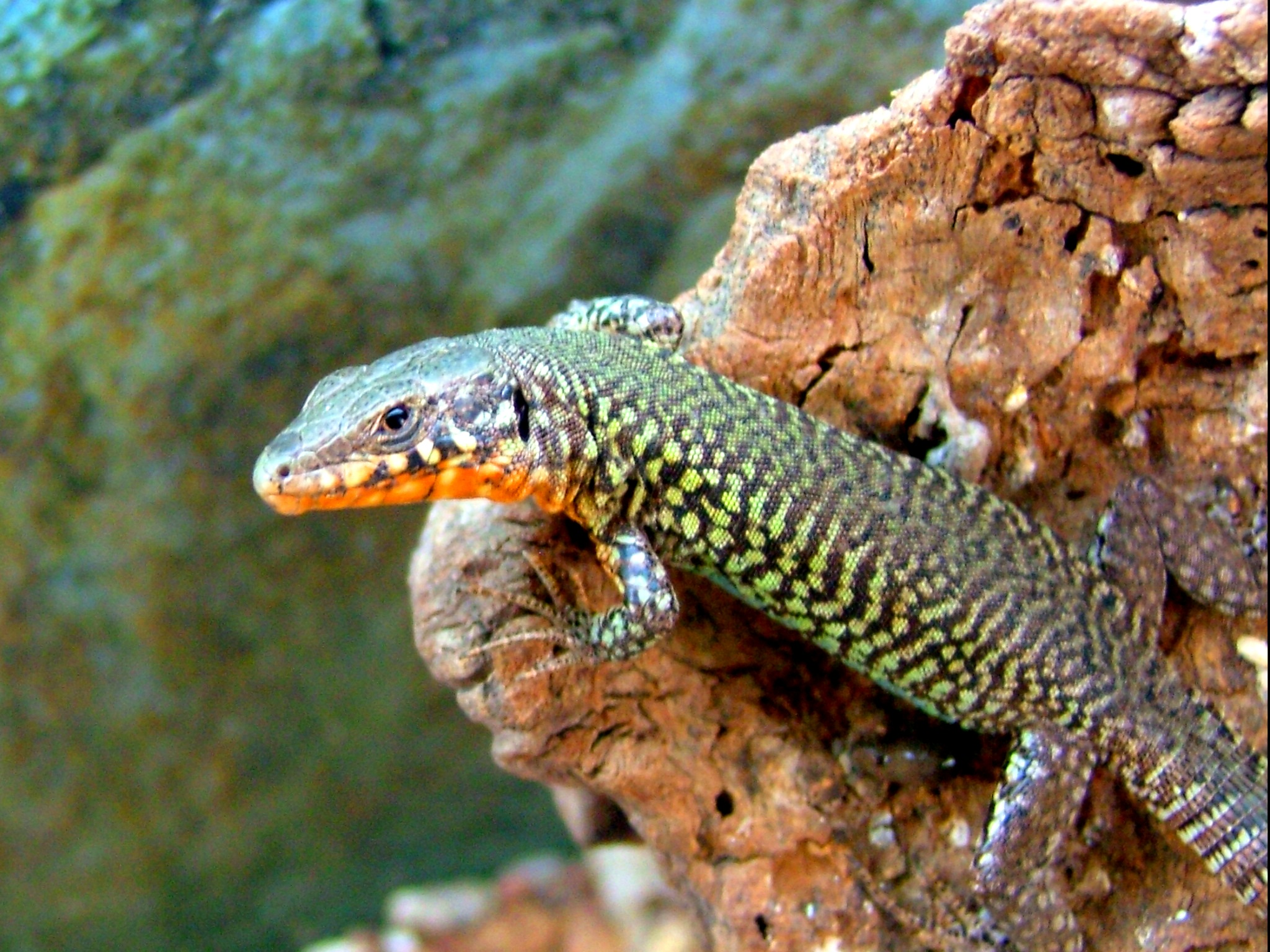
P. filfolensis ssp. kieselbachi, Männchen

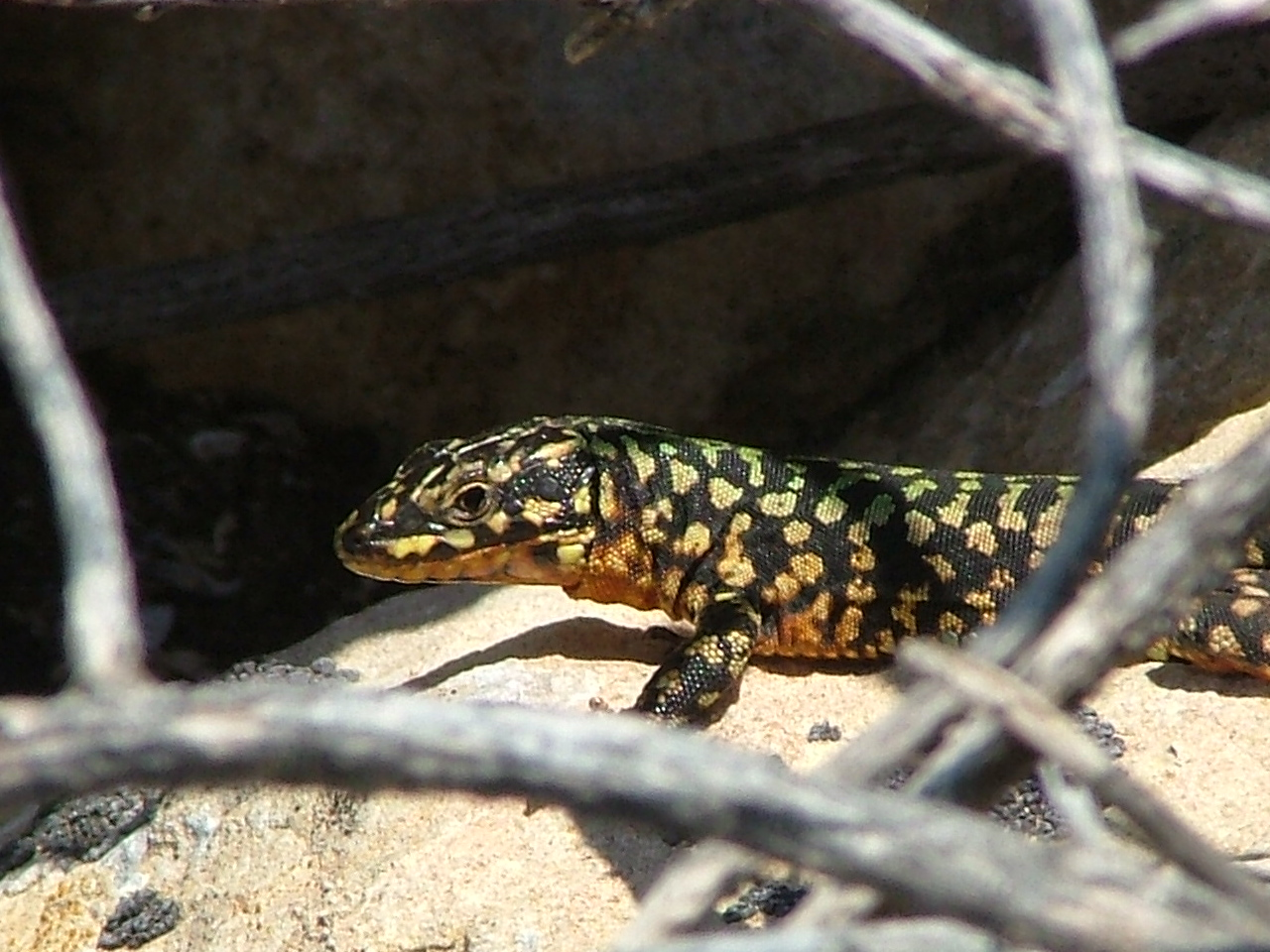
P. filfolensis ssp. generalensis

Die Malta-Eidechse (Podarcis filfolensis) ist eine Art der Mauereidechsen (Podarcis).

## Merkmale
Die Malta-Eidechse ist eine mittelgroße bis größere Eidechsenart. Ihre Gesamtlänge beträgt ungefähr 25 Zentimeter, ihre Kopf-Rumpf-Länge maximal 8,6 Zentimeter. Die Art bleibt jedoch meist kleiner. Die Rückenschuppen sind nur schwach gekielt oder glatt. Das Halsband ist glattrandig. Zeichnung und Färbung der Art sind sehr variabel. Die Grundfarbe der Oberseite kann braun, grau, grün oder gelbgrün sein. Zum Teil ist keine Zeichnung vorhanden, zum Teil ist eine unregelmäßig oder vollständig ausgeprägte dunkle Rückenmittellinie oder entlang der Rückenmitte eine Reihe aus dunklen Flecken vorhanden. An den Flanken ist eine schwarze Fleckung möglich. Des Öfteren ist auf der gesamten Oberseite ein dunkles Netzmuster ausgeprägt. Das Netzmuster kann so dicht sein, dass die Oberseite fast vollkommen schwarz ist. Die Unterseite ist weiß, orange, gelb oder rot gefärbt und weist keine oder dunkle bis schwarze Flecken auf. Die Kehle ist des Öfteren gefleckt, ebenso der Bauch. Tiere mit größtenteils schwarzer Oberseite haben auch einen überwiegend schwarzen Bauch.
Die Eier sind pergamentschalig, 10 bis 14,5 Millimeter lang und 6 bis 8 Millimeter breit.

## Vorkommen
Podarcis filfolensis ist auf Malta und auf den Pelagischen Inseln heimisch. Eingeschleppt wurde sie in neuerer Zeit auf der italienischen Insel Lampedusa. Sie ist von Meereshöhe bis in Höhen von 190 Meter NN (auf Linosa) anzutreffen. Ihr Lebensraum umfasst sonnige Bereiche in Küstennähe, nur wenig bewachsene Felsen, Geröllhalden und dichte Zwergstrauchvegetation. Des Weiteren ist sie auch in anthropogen geschaffenen Lebensräumen wie Gärten, Legesteinmauern und Straßenböschungen anzutreffen.

## Lebensweise
Malta-Eidechsen sind ganzjährig aktiv. Sie verkriechen sich lediglich bei kalter Witterung oder Regen. Hauptaktivitätszeit ist von März bis Juni und im September und Oktober. Die Paarungszeit liegt im April und Mai. In der Regel wird von den Weibchen nur ein aus 1 bis 4 Eiern bestehendes Gelege abgelegt, es könnte aber sein, dass es wie in Gefangenschaft manchmal auch zwei Gelege sind. Die Eier werden in kleinen Löchern unter Büschen oder Wurzeln junger Pflanzen vergraben. Die Jungtiere schlüpfen am Ende des Sommers.
Bei Untersuchungen auf der Insel Linosa wurde festgestellt, dass sich die Art hier vor allem von Ameisen, Käfern und Pflanzen (verschiedene Teile von Lavatera arborea) ernährt. Kannibalismus kommt häufig vor, die Beute sind hierbei vermutlich meistens Jungtiere. 
Zu Fressfeinden gibt es kaum Informationen. Auf Linosa wurde beobachtet, dass Weiden-Sperlinge Malta-Eidechsen verzehrten. Die vier auf Malta vorkommenden Schlangenarten Hemorrhois algirus, Hierophis viridiflavus, Zamenis situla und Telescopus fallax erbeuten die Malta-Eidechse möglicherweise ebenfalls.

## Systematik
Für die Malta-Eidechse werden fünf Unterarten anerkannt:
- Podarcis filfolensis filfolensis (Bedriaga, 1876) – ist auf der südlich von Malta gelegenen Insel Filfla (=Filfola) endemisch.
- Podarcis filfolensis generalensis (Gulia in Despott, 1914) – kommt nur auf der westlich von Gozo gelegenen Felsinsel Fungus vor.
- Podarcis filfolensis kieselbachi (Fejervary, 1924) – ist nur auf der Insel Selmunett (= Saint Paul’s Island) vor der maltesischen Nordküste anzutreffen.
- Podarcis filfolensis laurentiimuelleri (Fejervary, 1924) – findet sich auf den beiden Pelagischen Inseln Linosa und Lampione
- Podarcis filfolensis maltensis Mertens, 1921 – lebt auf Malta, Gozo und Kemmuna.

## Belege
- Dieter Glandt: Taschenlexikon der Amphibien und Reptilien Europas. Alle Arten von den Kanarischen Inseln bis zum Ural. Quelle & Meyer, Wiebelsheim 2010, ISBN 978-3-494-01470-8, S. 485–486.